# Aderus disconiger
Aderus disconiger es una especie de coleóptero de la familia Aderidae. Fue descrita científicamente por Maurice Pic en 1907.